# Athyrium dissitifolium
Athyrium dissitifolium är en majbräkenväxtart som först beskrevs av Bak., och fick sitt nu gällande namn av Carl Frederik Albert Christensen. Athyrium dissitifolium ingår i släktet Athyrium och familjen Athyriaceae. Utöver nominatformen finns också underarten A. d. funebre.